# Calguia
Calguia é um gênero de mariposa pertencente à família Crambidae.